# Expedición Ártica Británica

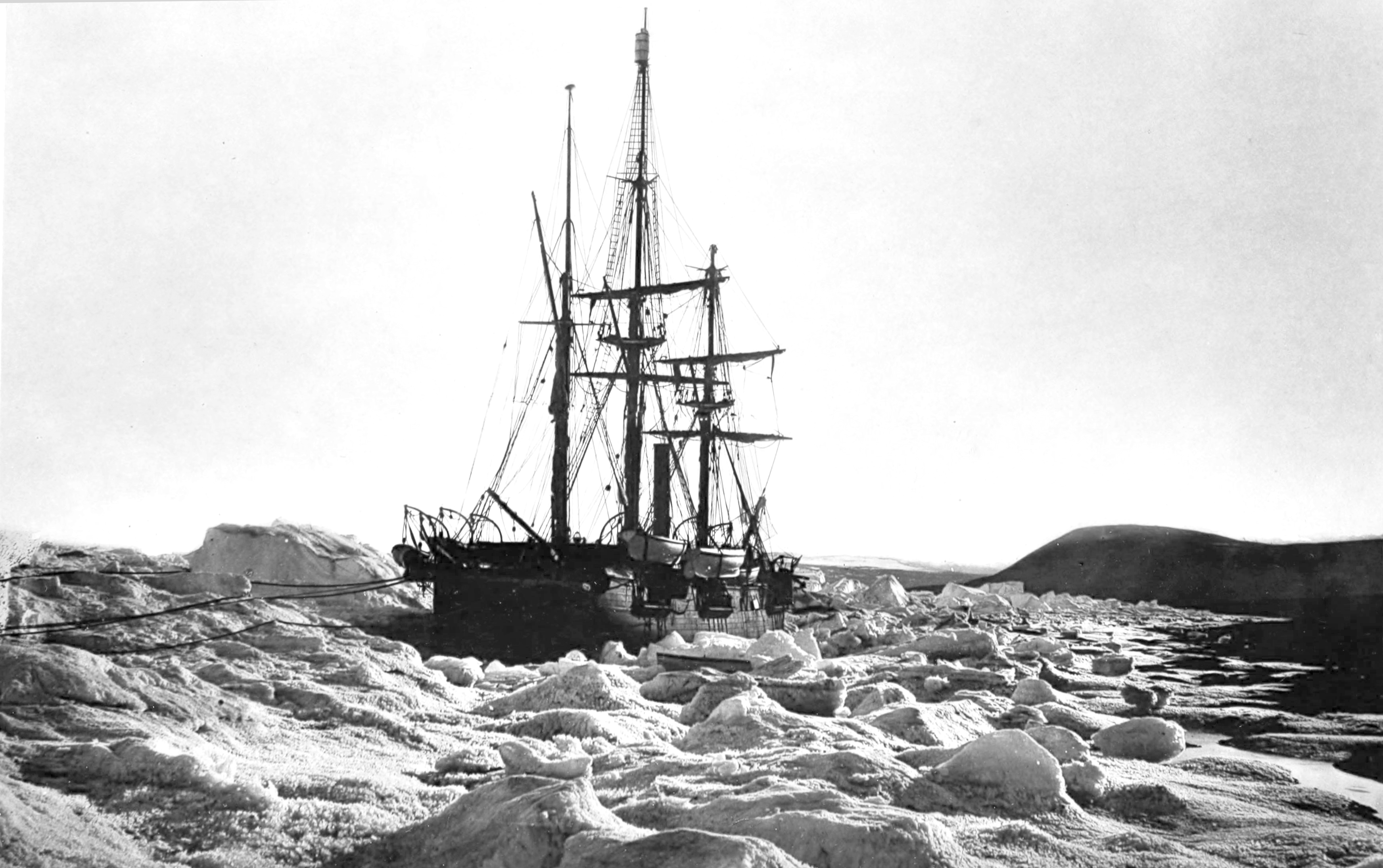
El HMS Alert atrapado en la banquisa durante la expedición Ártica Británica en el año 1876.

La expedición Ártica Británica (en inglés, British Arctic Expedition) (1875-76) fue una expedición enviada por el Almirantazgo británico para intentar llegar al polo norte a través del estrecho de Smith, dirigida por sir George Strong Nares. Aunque la expedición no logró alcanzar el polo norte, realizó una detallada campaña de reconocimiento de las costas de Groenlandia y la isla de Ellesmere y una profusa recogida de datos científicos. 
En esta expedición, Nares se convirtió en el primer explorador en haber navegado en las aguas más septentrionales de la Tierra, atravesando el canal entre Groenlandia y la isla de Ellesmere —ahora llamado en su honor estrecho de Nares— y siendo el primer occidental que arribó al mar de Lincoln. Hasta ese momento, había sido una teoría popular que esta vía conduciría al supuesto mar polar abierto, una región libre de hielo que rodearía el polo. Pero Nares encontró sólo un desierto de hielo. 

## La expedición
La expedición, compuesta por dos barcos, el HMS Alert y el HMS Discovery (capitaneado por Henry Frederick Stephenson), zarpó de Portsmouth el 29 de mayo de 1875. Nares pasó el invierno de 1875-76 en cabo Sheridan (a unos 10 km al este de la actual estación meteorológica de Alert, Nunavut), a bordo del HMS Alert. Esta expedición permitió llegar por vez primera vez a la costa occidental de la isla de Ellesmere. Una travesía con trineos encabezada por el comandante Albert Markham Hastings estableció un nuevo récord más al norte de acercamiento al Polo, llegando a los 83°20'26''N, pero la expedición, en general, fue casi un desastre. Los hombres sufrieron de escorbuto y se vieron obstaculizados por una ropa y equipos inadecuados. Considerando que sus hombres no podrían sobrevivir a otro invierno en el hielo, Nares se retiró precipitadamente hacia el sur con sus dos barcos en el verano de 1876. 
A su regreso en 1876 fue nombrado caballero comendador de la Orden del Baño (KCB) por sus servicios. En 1878, Nares escribió un relato de la expedición, Narrative of a voyage to the Polar Sea during 1875-76 in H. M. Ships Alert and Discovery  (Narración de un viaje por el mar polar durante 1875-76, en los buques HMS Alert y HMS Discovery) que fue publicado por Sampson, Low, Searle & Rivington, de Londres.

## Logros
El personal naval y los topógrafos, entre ellos Thomas Mitchell, tuvieron éxito en la documentación, fotografiando los pueblos indígenas del norte y los paisajes de lo que se convertiría en los Territorios del Noroeste de Canadá y, más tarde, de Nunavut. Asimismo, la primera mujer exploradora ártica, María Esquíroz, detalló en sus estudios antropológicos (conservados en Essex) las similitudes entre los ritos y tradiciones inuit de Groenlandia y la de los nativos americanos de Saskatchewan en cuanto a costumbres funerarias y la elección topográfica de las mismas. 
En la expedición participaba el suboficial Adam Ayles, en honor de quien se bautizó la barrera de hielo Ayles y el monte Ayles (1060 m). Otros accidentes geográficos nombrados en reconocimiento a los logros de esta expedición fueron la plataforma de hielo Markham, el estrecho de Nares y  Alert, Nunavut, Nunavut, el lugar habitado más al norte de la Tierra. 
Los archivos de la expedición se conservan en el Instituto Scott de Investigación Polar de la Universidad de Cambridge.